# Rodez
Rodez este un oraș în Franța, prefectura departamentului Aveyron în regiunea Midi-Pirinei. 